# شلوار (سنبل أباد)
شلوار (بالفارسية: شلوار) هي قرية تقع في إيران في قسم سنبل أباد الریفي. يقدر عدد سكانها بـ 92 نسمة بحسب إحصاء 2016.